# Stanisław Doruchowski
Stanisław Doruchowski herbu Niesobia – sekretarz królewski w 1627 roku, surogator ostrzeszowski w 1613 roku.
Jako poseł na sejm zwyczajny 1627 roku wyznaczony deputatem do Trybunału Skarbowego Koronnego z województwa kaliskiego.